# Peter Bradshaw (critic de film)
Peter Bradshaw (n. 19 iunie 1962, Anglia, Regatul Unit) este un scriitor și critic de film britanic. El este critic de film șef al ziarului The Guardian începând din 1999 și este redactor colaborator al revistei Esquire.

## Tinerețe și educație
Bradshaw a învățat la Haberdashers' Aske's Boys' School⁠(d) din Hertfordshire și a urmat cursuri de limba și literatura engleză la Colegiul Pembroke al Universității Cambridge⁠(d), unde a fost președinte al clubului de teatru pentru amatori Cambridge Footlights⁠(d). A obținut o diplomă de licență în arte⁠(d) (Bachelor of Arts) în 1984 și a urmat apoi studii postuniversitare de cercetare a epocii moderne timpurii, unde i-a avut printre profesori pe Lisa Jardine⁠(d) și Anne Barton⁠(d). A obținut doctoratul în 1989.

## Carieră
În anii 1990 Bradshaw a fost angajat ca editorialist al ziarului Evening Standard, iar în timpul campaniei pentru alegerile generale din 1997 redactorul șef Max Hastings⁠(d) i-a cerut să scrie o serie de tablete parodice zilnice care-i făceau pe cititori să creadă că erau scrise de istoricul și deputatul conservator Alan Clark. Presupusul autor a considerat că tabletele respective îi dăunau reputației și a inițiat un proces judiciar, primul proces din istoria ziarului în care subiectul unui articol satiric și-a dat în judecată autorul. Bradshaw nu a fost introdus în boxa martorilor de către avocatul Peter Prescott, iar judecătorul Gavin Lightman⁠(d) i-a dat dreptate lui Clark, emițând în ianuarie 1998 o hotărâre judecătorească de interdicție, ca urmare a faptului că a considerat că articolele lui Bradshaw erau publicate într-o formă în care „un număr substanțial de cititori” puteau crede că erau scrise într-adevăr de Alan Clark. Bradshaw a considerat această sarcină ca fiind „cea mai bizară și mai suprarealistă afacere din viața mea profesională. Sunt foarte flatat că domnul Clark a trebuit să suporte toate aceste necazuri și cheltuieli pentru a mă da în judecată în acest fel.”
Începând din 1999, Bradshaw este criticul de film șef al ziarului The Guardian, scriind în fiecare vineri o cronică de film pentru secțiunea Film&Music a ziarului. El este un cronicar invitat obișnuit al programului Film... difuzat de BBC One.
El a scris scenariul unui program intitulat For One Horrible Moment pentru postul BBC Radio 4⁠(d), înregistrat la 10 octombrie 1998 și difuzat pentru prima dată pe 20 ianuarie 1999, care prezenta procesul de maturizare al unui tânăr în Cambridgeshire-ul anilor 1970. Povestirea sa dulce-amăruie Reunion, difuzată pentru prima dată de BBC Radio 4 pe 21 octombrie 2016, a fost narată de Tom Hollander⁠(d) și descrisă ca fiind „tristă și glumeață, conectată impermeabil la perioada de la mijlocul anilor 1970 și la ceea ce simțeau atunci cei care erau tineri”. O altă povestire, intitulată Neighbours Of Zero, difuzată pentru prima dată de BBC Radio 4 pe 17 noiembrie 2017, a fost narată de Daniel Mays⁠(d). Povestirea Senior Moment a lui Bradshaw, difuzată pentru prima dată de Radio 4 pe 22 mai 2020, a fost narată de Michael Maloney⁠(d). Bradshaw a fost unul dintre scenariștii și interpreții sitcomului, Baddiel's Syndrome⁠(d) al lui David Baddiel, difuzat pentru prima dată de postul de televiziune Sky One.

## Filme favorite
Într-un sondaj Sight & Sound⁠(d) din 2022 al celor mai mari filme de cinema, Bradshaw a indicat următoarele zece filme favorite ale sale:
- The Addiction⁠(d) (SUA, 1994)
- Boyhood. 12 ani de copilărie (SUA, 2014)
- Annie Hall (SUA, 1977)
- Black Narcissus⁠(d) (Regatul Unit, 1947)
- Zama⁠(d) (Argentina, 2017)
- Vagabond (Franța, 1985)
- O iubire imposibilă (China, 2000)
- Inimi bune și coroane (Regatul Unit, 1949)
- Taurul furios (SUA, 1980)
- Cântând în ploaie (SUA, 1952)

## Premii
Bradshaw a fost selectat de patru ori pe lista scurtă a Premiilor presei⁠(d) (The Press Awards) la categoria Criticul anului, în 2001, 2007, 2013 și 2014, ultima oară ca „Highly Commended” („Recomandat cu tărie”).